# Natalie Gold
Natalie Gold (* 17. August 1976 in Miami, Florida) ist eine US-amerikanische Schauspielerin, bekannt durch ihre Rollen in den Serien Rubicon und Succession.

## Leben und Karriere
Natalie Gold wuchs in Miami auf, wo sie die New World School of the Arts besuchte und anschließend am Emerson College in Boston studierte. Nach einigen kleinen Rollen in den Serien Without a Trace – Spurlos verschwunden, Law & Order, Springfield Story und Good Wife war sie anschließend 2010 in einer wiederkehrenden Rolle als Julia Harwell in der Serie Rubicon zu sehen. Ebenfalls 2010 war sie als Dr. Helen Randall in einer Nebenrolle im Film Love and other Drugs – Nebenwirkung inklusive zu sehen.
Von 2013 bis 2014 übernahm sie die Rolle der Katherine Sims in der Serie Alpha House. 2014 spielte sie als Bühnenassistentin Clara eine kleine Rolle im von der Kritik gefeierten Film Birdman oder (Die unverhoffte Macht der Ahnungslosigkeit). 2016 folgte eine kleine Rolle im Filmdrama Verborgene Schönheit. Weitere Serienauftritte folgten in BrainDead, The Leftovers und Sneaky Pete. 2018 übernahm sie in der HBO-Serie Succession als Rava Roy eine der Hauptrollen. Ihr schauspielerisches Schaffen für Film und Fernsehen umfasst mehr als 30 Produktionen.
Neben ihren Auftritten in Filmen und Serien steht sie auch regelmäßig im Theater auf der Bühne, unter anderem am Broadway und am Off-Broadway.
Gold ist seit 2008 mit dem Schauspieler Michael Warner verheiratet.

## Filmografie (Auswahl)
- 2003–2011: Criminal Intent – Verbrechen im Visier (Criminal Intent, Fernsehserie, 4 Episoden)
- 2004: Noise
- 2005: Without a Trace – Spurlos verschwunden (Without a Trace, Fernsehserie, Episode 4x01)
- 2006: Law & Order (Fernsehserie, Episode 16x17)
- 2007: Tödliche Entscheidung – Before the Devil Knows You’re Dead (Before the Devil Knows You're Dead)
- 2007–2008: Springfield Story (Guiding Light, Fernsehserie, 4 Episoden)
- 2009: The International
- 2009: Good Wife (The Good Wife, Fernsehserie, Episode 1x07)
- 2010: Rubicon (Fernsehserie, 7 Episoden)
- 2010: Love and other Drugs – Nebenwirkung inklusive (Love and Other Drugs)
- 2011: Almost Perfect
- 2011: Der ganz normale Wahnsinn – Working Mum (Working Mum)
- 2012: Fairhaven
- 2013–2014: Alpha House (Fernsehserie, 15 Episoden)
- 2014: The Americans (Fernsehserie, 2 Episoden)
- 2014: Birdman oder (Die unverhoffte Macht der Ahnungslosigkeit) (Birdman or (The Unexpected Virtue of Ignorance))
- 2014–2017: The Leftovers (Fernsehserie, 5 Episoden)
- 2015: Elementary (Fernsehserie, Episode 3x21)
- 2016: BrainDead (Fernsehserie, 3 Episoden)
- 2016: Verborgene Schönheit (Collateral Beauty)
- 2017: Girls’ Night Out (Rough Night)
- 2017: Becks
- 2018: Unsane – Ausgeliefert (Unsane)
- 2018: Sneaky Pete (Fernsehserie, Episode 2x01)
- 2018: Land der Gewohnheit (The Land of Steady Habits)
- 2018–2023: Succession (Fernsehserie)
- 2019: Fair Market Value
- 2020: New Amsterdam (Fernsehserie, Episode 2x18)
- 2020–2021: The Walking Dead: World Beyond (Fernsehserie, 15 Episoden)
- 2022: Bull (Fernsehserie, Episode 6x15)
- 2022–2023: East New York (Fernsehserie, 3 Episoden)
- 2023: Wu-Tang: An American Saga (Fernsehserie, Episode 3x10)
- 2023: Men of Divorce